# Vesicularia oedicarpa
Vesicularia oedicarpa är en bladmossart som beskrevs av C. Müller 1901. Vesicularia oedicarpa ingår i släktet Vesicularia och familjen Hypnaceae. Inga underarter finns listade i Catalogue of Life.